# Не скрећи са стазе
„Не скрећи са стазе” је српски ТВ филм из 2006. године.

## Улоге
| Глумац              | Улога            |
| ------------------- | ---------------- |
| Младен Андрејевић   |                  |
| Љубомир Бандовић    | Србин 3          |
| Зорана Бечић        | Деда Мразица     |
| Бојан Димитријевић  |                  |
| Игор Ђорђевић       | Супермен         |
| Урош Ђурић          | Супермен         |
| Никола Ђуричко      | Наратор          |
| Борис Исаковић      |                  |
| Немања Јаничић      |                  |
| Александра Јанковић | Водитељка        |
| Дубравко Јовановић  | Србин 2          |
| Стефан Капичић      | Геј Деда Мраз    |
| Марија Каран        | Девојка са видеа |

Остале улоге ▼
| Глумац                   | Улога                 |
| ------------------------ | --------------------- |
| Тамара Крцуновић         | Мерилин               |
| Радослав Рале Миленковић | Србин 1               |
| Срђан Милетић            | Деда Мраз             |
| Игор Перовић             |                       |
| Златко Ракоњац           |                       |
| Милош Самолов            | Руски Деда Мраз       |
| Срђан Жика Тодоровић     | Бетмен                |
| Бранислав Трифуновић     | Српски Деда Мраз      |
| Мирка Васиљевић          | Девојка са видеа      |
| Милош Влалукин           | Јамајкански Деда Мраз |